# آناستازیا میکلسدوتر
آناستازیا میکلسدوتر (انگلیسی: Stasia Michael؛ زادهٔ ۱۲ سپتامبر ۱۹۹۶) مدل، مدیر نوآوری، کنشگری، هنرپیشه سوئدی است.
او یک زن ترنس است.